# Пољско-руски рат (1654—1667)
Пољско-руски рат, такође познат и као Тринаестогодишњи, Први северни или Рат за Украјину, вођен је у периоду од 1654. до 1667. године између Руског царства са једне и Пољско-литванске уније са друге стране. Завршен је победом Руса. Између 1655. и 1660, исто тако су се одвиле борбе у оквиру Шведске инвазије у Пољско-Литванском комонвелту, тако да је тај период постао познат у Пољској као „Потоп” или Шведски потоп. Због тога се овај период понекад назива и Руско–Шведски потоп (пољ. Potop szwedzko-rosyjski).
Комонвелт је првобитно претрпео поразе, али је повратио своју земљу и победио у већини битака. Међутим, његова опустошена економија није била у стању да финансира дуг сукоб. Суочен са унутрашњом кризом и грађанским ратом, Комонвелт је био присиљен да потпише примирје. Рат се завршио значајним руским територијалним добицима и означио је почетак успона Русије као велике силе у источној Европи.

## Рат 1654—1656
Присаједињење Украјине Русији био је узрок новом рату између Русије и Пољске. Русија је ушла у рат са 100.000 војника. Пољаци са Литванцима имали су око 30.000 људи. Појачања су им пружили и кримски Татари. Главне руске снаге упућене су 1654. године према Смоленску, слабије према Витебску и Полоцку, а део снага јужније према Могиљову и Гомељу. У Украјину је послато појачање Хмељницком. Руске снаге освојиле су многа места, а пољска посада у Смоленску предала се након двомесечне опсаде. Руси следеће године заузимају Виљнус и Каунас у Литванији. У Белорусији су исте године заузели Гродно и Минск, а у Украјини Лавов и Лублин. Пољска је због рата са Шведском присиљена на примирје. Хмељницки умире 6. августа 1657. године, а замењује га украјински племић Иван Виговски који је 1658. године Украјину предао Пољској. То је био повод за наставак рата.

## Победе Пољака
У Украјини је Виговски у јуну 1658. године уз помоћ кримског кана код Конотопа разбио бојаре Алексеја Трубецког. Украјинци су били незадовољни издајом Виговског па су 17. октобра прогласили за хетмана Јурија Богдановича Хмељницког, сина покојног Богдана Хмељницког. Рат је настављен 1660. године. У Литванији су Пољаци и Литванци имали око 70.000, а Руси око 40.000 људи. Руси су потиснути из Полоцка и Могиљова. Августа 1660. године у Украјини, источно од Лавова, прикупиле су се јаке пољско-литванске снаге (око 70.000 људи). Руси (око 30.000 људи) се прикупљају у Кијеву под Василијем Шереметевим. Рачунајући на помоћ Јурија Хмељницког, Руси су се упутили ка Чуднову. Зауставиле су се пред самим градом због надмоћнијих противничких снага. Хмељницки је прешао непријатељу након чега је Шереметјев приморан на капитулацију 2. новембра. Наредне године Руси су примирани на повлачење из Гродна и Вилна, а 27. октобра трпе пораз код Глубокога. У Украјини се руска војска налазила само у Кијеву и у неколико мањих градова. 

## Крај рата
Пољска је 1663. године предузела поход на Украјину одакле је планирала да касније настави ка самој Москви. Пољско-литванске снаге, појачане татарским, бројале су око 100.000 људи. Прешле су руску границу и избиле до Глухова. Пољаци су ту презимили, а Татари се вратили на Крим. Почетком следеће године, Пољаци опседају Глухово, али их је 9. фебруара напао Иван Брјуховецки који је претходне године од стране Руса изабран за хетмана Украјине. Пољаци су поражени и присиљени на повлачење ка Севску. Украјинско становништво дигло се на устанак у позадини пољских снага. Руси то, међутим, нису искористили. Пољска је 1665. године повукла војску из Украјине. Наредне, 1666. године, није било значајнијих догађаја. Због заједничке опасности од Турака и Татара, обе стране су 30. јануара 1667. године закључиле мир у селу Андрусову на 13 и по година. Русији је враћен Смоленск и Северска земља са Черниговом и Стародубом и припојен јој је део Украјине на левој обали Дњепра с Кијевом. Пољска је добила Украјину на десној обали Дњепра и Белорусију, а запорошки Козаци остали су потчињени и једнима и другима.
Поред територијалних промена у рату, овај сукоб изазвао је велике промене у руској војсци. Док је руска војска још увек била „полустајаћа, сезонски мобилизована”, овај сукоб ју је померио на путу ка сталној војсци, постављајући темеље за руске војне успехе под Петром Великим и Катарином Великом.